# Блаксвил (Западна Вирџинија)
Блаксвил (енгл. Blacksville) град је у америчкој савезној држави Западна Вирџинија.

## Демографија
По попису из 2010. године број становника је 171, што је 4 (-2,3%) становника мање него 2000. године.
| Група             | 2000.        | 2010.       |
| Белци             | 175 (100,0%) | 166 (97,1%) |
| Афроамериканци    | 0 (0,0%)     | 0 (0,0%)    |
| Азијати           | 0 (0,0%)     | 0 (0,0%)    |
| Хиспаноамериканци | 0 (0,0%)     | 0 (0,0%)    |
| Укупно            | 175          | 171         |